# Federació de Futbol del Kazakhstan
La Federació de Futbol del Kazakhstan (KFF, kazakh: Қазақстанның Футбол Федерациясы, romanitzat: Qazaqstannyñ Futbol Federatsıiasy) és l'òrgan de govern del futbol al Kazakhstan. Organitza la lliga de futbol, la Prem'er Ligasy Kazakhstan i la selecció nacional de futbol de Kazakhstan. Té la seu a Astanà.

## Noms anteriors
- Associació de Futbol de la República del Kazakhstan (1992–2000)
- Unió de Futbol del Kazakhstan (2000–2007)
- Federació de Futbol del Kazakhstan (2007-present)

## Història
La Federació de Futbol de Kazakhstan (KFF) es va fundar el 1992 amb la reorganització de l'Associació Republicana Soviètica de Futbol de la República Socialista Soviètica del Kazakhstan (creada el 1989). El mateix any (1992), la KFF es va convertir en membre associat de la FIFA i de la Confederació Asiàtica de Futbol (AFC) (o el 1993). La seva fundació va marcar l'inici de l'organització del futbol kazakh d'acord als estàndards internacionals. La KFF s'ha convertit en la federació esportiva més gran del país, el futbol a Kazakhstan és considerat com el "rei dels esports", ocupant el primer lloc en les preferències dels aficionats a l'esport.
L'any 1992, la federació va dur a terme diverses competicions de nivell professional, com el campionat nacional de lliga i la copa. Encara que era membre associat, la KFF no tenia permís per participar en competicions internacionals oficials per a equips nacionals, per tant, a mitjans i finals de 1992 i abril de 1994, va participar en competicions regionals juntament amb els seus antics companys de l'Àsia central de la Unió Soviètica d'Uzbekistan, Kirguizstan, Tadjikistan i Turkmenistan. El 1994, la KFF va ser finalment acceptada com a membre de ple dret de la FIFA i de l'AFC. La decisió d'incorporar-se a l'AFC es va prendre després d'una votació. El primer partit de l'equip nacional amb un equip de fora de l'Àsia central va tenir lloc el desembre de 1995. El mateix any Oleg Litvinenko, representant del Kazakhstan, va ser reconegut com el millor jugador asiàtic (per al mes d'octubre).
L'any 2000, la KFF es va convertir en membre candidat de la UEFA, i va obtenir la seva adhesió plena el 25 d'abril de 2002 al Congrés de la UEFA a Estocolm, Suècia.
El 2008, la federació va establir un gran torneig sub-17, la Copa President de Kazakhstan. Espanya el va guanyar el 2014 i el 2015.

## Llista de presidents
- Adilbek Zhaksybekov (2007–2014)
- Erlan Kozhagapanov (2014-2016)
- Seilda Baishakov (2016–2018)
- Adilbek Zhaksybekov (2018-2022)
- Adlet Barmenkulov (des de 2022)